# История на външната политика на Русия (1991 – 2008)
Тази статия представя елементите, изграждащи историята на Външна политика на Русия от 1991 до 2008 г.
Започнато през втория мандат на Борис Елцин (от 1996 до 1999) и продължено по-значително от неговия наследник Владимир Путин, възраждането на руската дипломация след период на неяснота, вследствие на разпадането на Съветския съюз, се основава най-вече на политически реализъм, чийто основни грижи са националните интереси на Русия. Стремежът на руските държавници да възвърнат стария престиж на страната си като суперсила е сред най-значимите въпроси от началото на XXI век.

## Съветски съюз
Като основен победител във Втората световна война до разпадането му през декември 1991 г. Съветският съюз е суперсила. 15-те съветски социалистически републики, обединени в СССР, са: Русия, Беларус, Украйна, Молдова, Грузия, Армения, Азърбайджан, Казахстан, Туркменистан, Узбекистан, Таджикистан, Киргизстан, Литва, Латвия и Естония.
Изтеглянето на съветските войски от Афганистан през пролетта на 1989 г. и започналите процеси на отменяне на комунистическите системи в източна Европа през есента на същата година, допринасят за значителната загуба на влияние на СССР в международен план след края на студената война. Едно от исторически определящите събития в края на 1989 г., падането на Берлинската стена на 9 ноември и последвалото година по-късно на 12 септември обединение на Германия.
През юни 1990 г. Елцин, председател на Върховния съвет на Руската съветска федеративна социалистическа република, обявява независимостта на Русия. През август 1991 г. пучът в Москва, воден от консервативни членове на комунистическото държавно ръководство, които се противопоставят на демократичните реформи на Горбачов („гласност“, „перестройка“, показва до каква степен централната съветска власт е уязвима. Заговорът се проваля до голяма степен благодарение на намесата на Елцин и реформистите, чиято тежест в борбата за власт в Кремъл се засилва.
През есента на 1991 г. съюзните републиките на СССР обявяват една след друга независимост, без съветският президент Горбачов да има възможност да се противопостави чрез сила. През ноември 1991 г. Елцин публикува декрет, който забранява дейността на Комунистическа партия на Съветския съюз на територията на РСФСР.

## Разпадане на СССР

### През 1991
По време на тихото разрушаване на Съветския съюз икономическата, политическата и военната ситуация са катастрофални както за Русия, така и за другите бивши съветски републики от Съюза. В този контекст се ражда Общността на независимите държави (ОНД).

#### 8 декември 1991
ОНД е междуправителствена организация за сътрудничество, чиято политическа и юридическа идентичност остават неясни. Създадена е с договора от Минск, сключен между демократа Елцин (президент на РСФСР), комуниста Кравчук (президент на Украйна) и социалдемократа Шушкевич (председател на парламента на Беларус) по време на срещата им в резиденцията във Вискули, където същевременно се публикува и една декларация, според която Съветския съюз се разпуска. Предполага се, че основаването на ОНД ще улесни получаването на независимост на съветските републики и ще развие многостранното сътрудничеството.

#### 21 декември 1991
По време на срещата на върха в Алмати, ОНД се разширява с Армения, Азърбайджан, Кзахстан, Киргизстан, Молдова, Туркменистан и Узбекистан, докато Украйна, Русия и Беларус получават статут на членове-основатели на Общността. Освен това договорът от Алмати, сключен по време на срещата на върха и потрърждаващ договора от Минск, постановява създаването на две изпълнителни организации на ОНД (Съвет на държавните глави и правителствените ръководители). По време на срещата на върха в Алмати е сключен и друг договор между четирите ядрени сили на ОНД (Русия, Украйна, Беларус и Казахстан), относно установяването на общо командване на стратегическите ядрени сили. По този повод някогашните съветски войски са поставени под общо военно командване на ОНД.
През 1991 с падането на СССР съветската армия е разпределена между новите държави според националната принадлежност на войските. Тогава, на срещата на върха в Алмати, е установено общо военно командване на всички членове на ОНД. Някогашните съветски войски са поставени под това общо командване.

#### 24 декември 1991
Русия е призната от западните държави като държава, продължител на Съветския съюз и го наследява в Съвета за сигурност на Обединените нации.

#### 25 декември 1991
Горбачов (който по това време още е президент, но без държава, следователно неговата власт няма стойност) подава оставка от поста си като президент на Съветския съюз (след като по време на заседание на парламента Елцин е провъзгласил разпадането на Съветския съюз и фактическата независимост на Русия, която от сега нататък той ръководи) и от поста си на председател на Комунистическата партия, след това прехвърля на Елцин, президент на Рисия контрола на ядреното въоръжение. В същия ден РСФСР сменя името си и става официално Руска федерация.

#### 26 декември 1991
Свикан е Върховния съвет на СССР, който разпуска окончателно Съветския съюз.

## Задържане на „близката чужбина“

### През 1992
Последните части от Съветската армия, разположени във вече независимите републики, са разпуснати. Съветските сили, базирани в Източна Германия, Полша, Чехословакия, Унгария, Румъния, Монголия и Куба, започват изтеглянето си през 1992 г.
Разпространението на хаоса в Афганистан, довело до сблъсъци между прокомунисти и ислямисти в южната част на Таджикистан, предизвиква изпращането на 201-ва дивизия на руската пехота, която заема позиция на фланговете на Памир под знамето на ОНД. В следващите години краткотрайните битки между руски граничари и бунтовници са многобройни. През 1997 г., след като десетки хиляди са под заплахата от насилие, е сключено примирие.
Войната в Нагорни Карабах противопоставя арменците от Нагорни Карабах и Армения на азербайджанците.
Русия преговаря с Молдова, Приднестровието и Украйна за получаване на разрешение за преминаване, за да може да прибере въоръжението си. По този повод щабът на XIV руска армия е прехвърлен от Кишинев – столицата на Молдова, в Тираспол – столицата на Приднестровието.
Първият мандат на Елцин е белязан от стремежа Русия да бъде силен фактор на световната икономическа система. За да постигне тази цел е приложена стратегия за сближаване със Западна Европа и най-вече със Съединените щати: Русия се присъединява към Международния валутен фонд и Световната банка, започва тясно сътрудничество с НАТО и ООН (Мироопазващите сили на ООН) в бивша Югославия, подписва на договори, целящи намаляване на въоръжението и забраната на химически оръжия.

#### През януари 1992
През януари 1992 футболният екип на ОНД е съставен от най-добрите футболисти на ОНД, които обхвящят дванадесетте бивши съветски републики, поличили независимостта си след падането на Берлинската стена.

#### 28 януари 1992
В реч за състоянието на държавата Джордж Буш старши заявява: „Благодарение на Господ Съединените щати спечелиха студената война; светът, досега разделен на два въоръжени лагера, признава днес шревъзходството на единствената сила: Съединените щати; тази констатация не предизвиква никакъв страх, защото светът вярва с нашата нация и има право в това.“

#### 2 март 1992
Молдовски войски, подкрепени от казаци и XIV руска армия, атакуват Приднестровието.

#### 13 март 1992
Сключен е договор за подялбата на външния дълг на бившия Съветски съюз (Русия – 61,4%; Украйна – 16,37% и т.н.)

#### 20 март 1992
В Киев са създадени общи сили на ОНД за опазване на мира. В този контекст между 1992 и 1993 г. руснаците се намесват в Приднестровието, Таджикистан, Южна Осетия и Абхазия.

#### 5 май 1992
Започва дипломатическа криза между Русия и Украйна по Крим.

#### 15 май 1992
6 от 11 държави (Русия, Беларус, Казахстан, Армения, Таджикистан, Киргизстан и Узбекистан) подписват в Ташкент договор за колективна сигурност

#### 1 юли 1992
Руски, грузински и южноосетински войски от мисията за опазване на мира на ОНД са разположени в Южна Осетия, за да сложат край на битките между борците за независимост на Южна Осетия и правителствените сили на Грузия.

#### 29 юли 1992
Тристранни сили от мисията за опазване на мира (руски, молдовски, украински, приднестровски) са разположени на молдовско-приднестровската граница, за да сложат край на битките, водени от приднестровските сепаратисти (руснаци, рускоговорещи украинци и други рускоговорещи).

### През 1993
Общото военно командване на ОНД е премахнато. Москва предлага създаването на четири „зони за сигурност“ на територията на ОНД; в същото време се отправят предложения, целящи координиране на дейностите на службите за сигурност на членовете на Общността.
Хартата на ОНД е приета и ратифицирана от седемте членове на общността (Русия, Беларус, Армения, Казахстан, Таджикистан, Узбекистан и Киргизстан). В същото време е трудно да се изгради политическото тяло на ОНД, защото Украйна и Туркменистан отказват да приемат Хартата.
Икономическият аспект също е бързо отслабен от изграждането на митници между републиките. Започват нови преговори с Русия, която е основният доставчик на бившия СССР. Тя иска важни промени на актуалните преференциални цени, което от своя страна довежда до рецесия другите държави членки.
Изравени пред една икономическа политика, която се решава в Москва, някои членове на Общността искат да поличат валутна автонимия. Киргизстан, пренебрегвайки процедурите на ОНД за въвеждане на валути, започва да печата своя собствена валута – сом, което улеснява другите републики да изоставят рублата като обща валута.
Руската федерация и Съединените щати подписват договора СТАРТ II. Този договор предвижда намаляване на стратегическите арсенали до нива, при които всяка страна не би трябвало да разполага с повече от 3500 стратегически ядрени бойни глави.

#### През юли 1993
В Абхазия биват разположени мисия на ООН и руски войски, с цел да бъде сложен край на битките от началото на април 1991 между абхазки бойци за независимост и грузинските правителствени сили.

#### 24 септември 1993
Русия, Беларус, Киргизстан, Армения, Таджикистан, Узбекистан, Киргизстан и Грузия подписват в Москва рамков договор за икономически съюз („Евроазиатски съюз за въглища и метал“) с цел да развият иконимическото и търговско сътрудничество (Украйна и Таджикистан се присъединяват). Оттогава ОНД е наричава „Енергиен съюз“. На 15 април 1994 г. Молдова се присъединява към „Евроазиатски съюз за въглиюз и метал“. Но тази инициатива се проваля.

#### 23 октомври 1993
Грузия е принудена да пойска да се присъедини към ОНД, в замяна на руска военна интервенция, целяща стабилизиране на политическата ситуация в Абхазия и Южна Осетия.

### В началото на 1994
Последните войски на бившия Съветски съюз, разположени в Източна Германия, Унгария, Полша, Чехословакия, Румъния, Литва, Латвия, Естония, Молдова, Монголия и Куба, приключват изтеглянето си.

#### 14 май 1994
След подновяване на сраженията в Абхазия на 14 май 1994 г. е сключен нов договор и ОНД разполага силите си на грузинско-абхазката граница. Въпреки че мисията е с мандат да замени руските войски, те все още остават основен фактор. Тези войски са установени там. Мисията е осъществена съвместно с Мисия за наблядение на Грузия на ООН.

#### 24 април 1994
Създаден е Междуправителствен икономически комитет със седалище в Москва; Това е първата наднационална структура в региона.

## Отношения с ОНД

### В края на 1994
Между 1994 и 1999 г. ОНД е практически парализирана.
Руската армия се въвлича в Първата чеченска война, което освен всичко друго поставя под съмнение централната власт в Русия.
ОНД все още не е успяла да сложи край на конфликта, противопоставящ Армения на Азърбайджан относно Нагорни Карабах.
Изправени пред икономически трудност вследствие на разпадането на Съветския съюз и непрогресиращата ОНД, някои държави членки на бившия Съветски съюз подхващат инициативи за създаване на по-тясни и динамични съюзи в рамките на бившия Съветски съюз. Част от републиките на ОНД, водени от Русия, Киргизстан, Беларус, Украйна и Казахстан, защитават тезата, че трябва да се постигне по-значително сближаване в ОНД. Предложение от президента на Казахстан Назарбаев предвижда създаването на евроазиатски съюз, но то никога не е прието.

#### През декември 1994
Договорът СТАРТ I влиза в сила.

### През 1995

#### През януари 1995
След създаването на зона за свободна търговия през 1992 г. е създаден и митнически съюз между Беларус и Русия, целящ да улесни търговиятаШаблон:,. По-късно Казахстан също се присъединява.

#### 26 май 1995
Русия, Беларус, Казахстан, Киргизстан, Таджикистан, Армения и Грузия подписват в Минск договор за обща защита на външните граници.

### През 1996
Този период на откритост и оптимизъм характерен за първия мандат на Елцин се свързва и с личността на Козирев, руският външен министър по това време, чиито цели са да съживи и развие икономиката, която по това време е на ръба на фалита. Козирев, също както Елцин и неговото правителство, е широко критикуван в Русия заради отстъпките по отношение на САЩ: „унижение на националната гордост, отстъпки по време на криза, които разоряват бивша Югославия, отказване на стратегически паритет със САЩ, предателство към Фидел Кастро, като изтегля войските (тогава още съветски) от Куба, изоставя 25 милиона граждани разпръснати в други бивши съветски републики..."
Започнал през 1996 г., вторият мандат на Елцин във външно-политически план е белязан с намаляване на руския оптимизъм в отношенията със Запада. Премиерът Примаков, наследник на Козирев, заявява, че усилията за помиряване и сближаване с бившия противник не са довели до очакваните ползи. Той залага като приоритет националните интереси на Русия, като се позиционира срещу „едностранчивостта“ на САЩ (което му носи голяма популярност в Русия). Като цяло, връзката между Москва и Вашингтон се раздалечава. В този контекст, напредъкът на НАТО в пространството, което досега е било подчинено на Москва, като балтийските страни, се възприема като един вид анти-руски действия.
Киргизстан се присъединява към Митническия съюз между Русия, Беларус и Казахстан.
Въз основа на митническия съюз между Русия и Беларус от 1995 г., е създадена Общността на независимите държави, което включва Русия, Беларус, Казахстан, Узбекистан, Таджикистан и Киргизстан. Тя представлява митнически съюз, който цели да засили обмена на информация между шестте страни-членки.
Руският президент Елцин кани за членство в общността и България, с която Русия поддържа отношения въз основа на пан-славянската доктрина. Москва прави такова предложение на всяка друга страна, дори и на Беларус. Но по това време, отношения между Русия и България са временно деградирали, с което се слага край на руската инициатива.
Грузия, Украйна и Азербайджан формират Организация за демокрация и икономическо развитие, по-късно с присъединяването на Молдова се нарича ГУАМ и се превръща в съперник на Договора за колективна сигурност.

#### 2 април 1996
Русия и Беларус започват процес на съюзяване между двете страни първо в рамките на Обществото на Русия и Беларус.

#### 16 октомври 1996
Армения, Украйна, Русия, Грузия, Казахстан, Молдова и Таджикистан създават Министерство на финансите на страните от ОНД.

### През 1997
Напрежението между Киев и Москва намалява следствие сключването на договор. Съгласно този договор, Русия признава двустранните клаузи от Договора „Мир и приятелство“, като се потвърждава принадлежността на Крим към Украйна, бившият Съветски флот в Черно море и неговите съоръжения се споделят между Украйна и Русия, а военноморската база на руския флот се разполага в Севастопол, благодарение на договор за наем, изтичащ 2017 г.

#### 2 април 1997
След подписването на Договор съюз, „Обществото на Русия и Беларус“ се превръща в „Съюз на Русия и Беларус“».

### През 1998
В контекста на прибързана приватизация и устойчива инфлация по времето на Елцин, краят на икономическия преход довежда до значителен спад в БВП. В резултат на това има пълен политически и военен упадък на бившата световна суперсила основно поради замразяването на големите инвестиции и военни поръчки. Опустошителната и икономически изтощителна първа война в Чечня (завършила 1996 г.) ускорява икономическия срив, което допълнително разслабва външно-политическото положение на Русия. Последвалата икономическа депресия кулминира в сериозна финансова криза и невъзможност за плащане на дълговете. Това е белязано с рязко обезценяване на рублата и рекордно задлъжняване.

#### 29 април 1998
Березовски е назначен за изпълнителен секретар на ОНД, като също така е отговорен за подготовката на „дълбочинни“ реформи.

### През 1999
С решението на НАТО за военна намеса в Косово руско-американските отношения са все още в лош период.

#### 2 април 1999
Само 6 от 9-те, подписали Договора за колективна сигурност, подписват и протокол за неговото подновяване за още 5 години. Всъщност Азербайджан, Грузия и Узбекистан по-скоро предпочитат да се оттеглят от договора. В същото време Узбекистан се присъединява към ГУАМ-ГУУАМ, за което се смята, че основното намерение е да се противопостави на руското влияние в региона.

#### 2 декември 1999
Договорът за създаването на Съюзната държава на Русия и Беларус е ратифициран от руската Държавна дума, след което на 26 януари 2000 г. е ратифициран и от Народното събрание на Беларус (тогава и влиза в сила). Югославия играе ролята на наблюдател на руско-беларуския съюз.
Влизането в сила на този славянски съюз се случва в контекста на напрежение със Запада. Русия, Беларус и Югославия имат желание да се борят срещу това, което те наричат „източен експанзионизъм на НАТО“ (а именно войната в Косово). Тази заплаха ускорява на практика развитието на съюза между Русия и Беларус, към който по-късно се присъединява и Югославия.

## Възстановяване
Пристигането на Путин на политическата сцена се отличава с продължаването на една надеждна дипломация, която цели да балансира между засиленото партньорство и установената твърдост в отношенията със Запада.

### През 2000
От друга страна финансовата криза в Русия през 1998 г. е от полза, тъй като тя позволява на производството отново да стане конкурентно и да заработи. Нарастващите цени на петрола и икономическите реформи предприети от Путин от 1999 г. насам също допринасят за възстановяването. Общественото мнение в Русия е много позитивно по отношение на икономическите и политически реформи на Путин, което му позволява широка да упражнява по-голям контрол на територията на страната, включително по отношение възможността да се упражнява пряка намеса във функционирането на руските икономически гиганти.
С идването си на президентския пост Путин взима вътрешната ситуация на Русия в свои ръце и възстановява сензационно икономиката на страната си, като печели Втората чеченска война и взима под контрол областта. Чечня е отделена от разпадането на Съветския съюз, което прави възможно разработването на нова военна доктрина (април 2000 г.), в която засилването на руския военен апарат трябва да служи на външно-политическите интереси на държавата, без да обръща внимание със съображенията на Запада. Победата в Чечня утвърждава господството на Русия в рамките на ОНД.
Предприема се реформа на изпълнителната власт в страните от ОНД.
Амбициите в областта на външните отношения са Русия да възстанови позицията си на „суперсила“, като има своя собствена сфера на влияние наравно със САЩ. Тази руска закоравялост предвещава, че разбирателството между САЩ и Русия не би могло да бъде идеално.
Договорът СТАРТ 2 е ратифициран от Русия.

#### 5 октомври 2000
Източна Европа е разтърсена от вълна от преврати (най-вече мирни), които променят про-руската политика на тези страни, към една про-европейска и про-американска ориентация („цветните революции“). Такъв е случаят, например, в Югославия (Революцията на булдозерите срещу Милошевич).

#### 10 октомври 2000
Поради дълбоките реформи в страните от ОНД, на базата на Общността на независимите държави е създадена Евразийската икономическа общност (ЕАИО). ЕАИО има за цел да заличи грешките на страните от ОНД, да образува истински общ пазар, да се противопостави на предизвикателствата на глобализацията и засили процеса на интеграция в рамките на ОНД.

### През 2001

#### 11 септември 2001
Атентатите от 11 септември 2001 г.. в САЩ преобразуват външната политика на Русия, като се дава тласък за по-тесни взаимоотношения между Русия и Съединените щати. Подкрепата на Русия във войната срещу тероризма създава климат на сътрудничество и нов съюз между двете сили. Това общо виждане на руски и американски международни интереси позволява на Русия да възвърне силата си на международната сцена, като играе водеща роля в борбата срещу тероризма или с опитите си да посредничи по сложни въпроси, като споровете за Иран и Палестина.
Това помирение, обаче, е краткотрайно и напрежението между Вашингтон и Москва се възстановява. Съперниците започват да навлизат в игри на влияние в покрайнините на съответните им области: САЩ нахлува в Афганистан и се опитва да повлияе на Киргизстан, където се установяват американски военни бази.

### През 2002
Договорът СТАРТ-2 е превишен поради едностранни мерки за намаляване на арсеналите обявени на 12 ноември 2001 г. от руския и американския президент.
Руският военно-промишлен комплекс се възвръща, както политически, така и икономически в глобалната стратегия на Русия. Ако по време на студената война СССР е давала евтино и дори безплатно материали за много от „братските страни“, то сега Русия продава на страни, които могат да платят, като например Китай, Индия и Иран. Техните оръжия, които са със сравнимо качество и често превъзхождат западните продукции, са много по-евтини. С тези оръжия, продавани от агенцията Рособоронекспорт, се привличат дори и съюзници на САЩ като Гърция, Южна Корея и Обединените арабски емирства.

#### 7 октомври 2002
Страните подписали Договора за колективна сигурност подписват Харта в Кишинев, Молдова. Хартата предвижда създаването на Организация на Договора за колективна сигурност.

### През 2003
След Афганистан, САЩ нахлува в Ирак, като сваля правителството на Садам Хюсеин (тези две нашествия обграждат Иран, верен съюзник на Русия), Русия от своя страна подкрепя анти-империалистическата политика на южноамериканските страни, като тези на Чавес във Венецуела, Моралес в Боливия и Ортега в Никарагуа.
След Революцията на булдозерите в Югославия (2000 г.), цветната революция се разпространява и в Грузия (Революция на розите).

#### 18 септември 2003
Организацията става ефективна. ОДКС бързо се очертава като политическо-военно допълнение на ЕАИО.

### През 2004
Подобно на Грузия, вълната на цветната революция достига Украйна (Оранжевата революция)

### През 2005
След Украйна, и в Киргизстан също има „цветна революция“ (т.нар. Революция на лалетата). Бишкек остава в руската сфера на влияние.

#### Август 2005
Туркменистан решава да стане асоциирана страна-членка на ОНД.

### През 2006
От 1999 до 2005 г. Русия има повече от 6% икономически растеж.
Погледнато икономически, ако търговският баланс остава като структурен излишък още от разпадането на Съветския съюз (излишък от 68 милиарда ам. долара), 3/4 от износа представляват суровини (горива, минерали и метали).

#### 25 януари 2006
По инициатива на Москва Централно-азиатското сътрудничество е в процес на внедряване в Евразийската икономическа общност.

### През 2007
Окуражен от развиващата се икономика и възвърнатият контрол на енергийните ресурси, Путин скъсва с „ултра-либерализма“. Москва отново се намесва в икономиката, за да реорганизира развитието на територията, включително в азиатската част на федерацията. Печалбите от износа на петрол се използват в националната икономика за борба с бедността, без страх от повторна инфлация. Тази политика трябва обаче да съчетава шовинизма (отвътре) и американския империализъм (отвън).
Военният и енергийният сектор не са вече единствените отличителни белези на руските стратегии за възстановяване на позициите на страната в икономическия свят. Постепенно се развиват и други икономически сектори като стоманата, космическите изследвания, храна и др. Руските банки са все по-заинтересовани от купуването на западни активи. Днес руската ТВЕЛ доставя гориво за атомни електроцентрали в Чехия, Словакия, България, Унгария, Украйна, Армения, Литва, Финландия и Китай. 76 ядрени реактори и 30 изследователски реактори използват гориво от ТВЕЛ.
Молдова поиска от ООН да замени руските мироопазващи сили в Приднестровие с цивилни наблюдатели „Тревожи ни напрежението в зоната за сигурност (в Приднестровие), то представлява сериозно нарушение на основните граждански права. Несъвършенството на съществуващия механизъм за мир изисква превръщането му в многонационална гражданска мисия с международен мандат.“.

## Икономическа равносметка 2007
Благодарение на все по-високите цени на енергията се осигуряват приходи в чуждестранна валута. Вътрешното търсене се разраства бързо и ръстът на БВП на Русия е от около 6 до 8% годишно. Икономическото развитие се улеснява от повишаването на цената на нефта и газа, като това позволява намаляването на дълга и забогатяването на руската държава (публичният дълг от 120% от БВП през 1998 г. е намален до 13% от БВП в края на 2007 г.) като от това може да се освобождават и необходимите средства за бюджета.
Икономиката започва бавен и със сигурност дълъг процес на диверсификация в контекста на висок растеж (много важни преоборудвания и инвестиции, бум в потреблението), повече или по-малко защитена от монетарната политика на Централната банка на Русия, която разполага с валутни резерви за ефективното управление на процеса за укрепване на рублата (валутни резерви от 473 милиарда американски долара края на 2007 г. като през 1999 г. са били 12 милиарда). Съществува стабилизационен фонд от излишъка, 27.28 петродолари, които служат като „възглавница“ в случай, че цените на петрола паднат.
Трябва да се има предвид обаче, че петролният и газовият сектор представляват само 18,9% от руския БВП и само чрез него не може да се обясни силата на руската икономика.
Увеличаване на руския БВП:
| 2000 | 2001 | 2002 | 2003 | 2004 | 2005 | 2006 | 2007 |
| ---- | ---- | ---- | ---- | ---- | ---- | ---- | ---- |
| 10,0 | 5,1  | 4,7  | 7,3  | 7,2  | 6,4  | 6,7  | 8,1  |